# Orgyia immaculata
Orgyia immaculata är en fjärilsart som beskrevs av M.Gaede 1932. Orgyia immaculata ingår i släktet fjädertofsspinnare, och familjen tofsspinnare. Inga underarter finns listade i Catalogue of Life.